# Enrique Espinoza
Enrique Espinosa (fl. XX secolo) è stato un calciatore argentino, di ruolo centrocampista.

## Caratteristiche tecniche
Centrocampista discreto ma costante.

## Carriera

### Club
Cresciuto nel Club Atlético Atlanta, mancò la grande occasione con il Boca Juniors dove avrebbe dovuto sostituire Ernesto Lazzatti, ma non riuscì a rendere per quello che ci si aspettava e chiuse la carriera altrove senza mai vincere il titolo.

### Nazionale
Giocò solo 2 partite in nazionale ma ne bastò una nel 1945 per vincere la Coppa America.

## Palmarès

### Nazionale
- Campeonato Sudamericano de Football: 1

Cile 1945